# Superlek Kiatmuu9
Superlek Kiatmookao (Buriram, Isan, Tailandia; 6 de noviembre de 1995) es un peleador de Muay Thai y kickboxer tailandés que compite actualmente en la categoría de peso mosca de ONE Championship, donde es el actual Campeón Mundial de Kickboxing de Peso Mosca de ONE y Campeón Mundial de Muay Thai de Peso Gallo de ONE. Es un dos veces campeón de Lumpinee Stadium y ex-Campeón Mundial de Peso Súper Pluma de WBC Muaythai. Fue elegido por la autoridad de deportes de Tailandia como el Peleador de Muay Thai del Año 2012.
Desde febrero de 2024, Combat Press lo posiciona como el mejor kickboxer de peso gallo del mundo y como el kickboxer #7 libra por libra del mundo.
Superlek es del mismo gimnasio de Muay Thai que su tío, el múltiples veces campeón de Lumpini Stadium Singdam Kiatmuu9. Superlek es compañero de entrenamiento de Petpanomrung Kiatmuu9.

## Carrera de Muay Thai

### ONE Championship
El 16 de febrero de 2019, Superlek hizo su debut en ONE Championship contra Lao Chetra en ONE Championship: Clash of Legends. Dominando a pelea con alto volumen de patadas, Superlek aseguró la pelea con una victoria por decisión unánime.
Superlek regresó a ONE Championship el 10 de mayo de 2019 en ONE Championship: Warriors of Light. Enfrentó a Rui Botelho, Superlek ganó la pelea por decisión unánime.
El 31 de julio de 2020, Superlek enfrentó a Panpayak Jitmuangnon en ONE Championship: No Surrender por un séptima vez en su carrera. Ganó la pelea por decisión unánime, mejorando su récord contra Panpayak a 2–4–1.
Superlek enfrentó a Fahdi Khaled en ONE Championship: A New Breed 2 el 21 de agosto de 2020. Venció a Khaled por decisión unánime.
Superlek enfrentó a Ilias Ennahachi por el Campeonato Mundial de Kickboxing de Peso Mosca de ONE en ONE Championship: Fists Of Fury el 26 de febrero de 2021. Perdió la pelea por una muy controversial decisión unánime.
Debido a la muy controversial naturaleza de la decisión, el CEO  de ONE Chatri Sityodtong anunció una revancha entre Superlek y Ennahachi.
Superlek estaba programado para enfrentar a Tagir Khalilov en ONE Championship: Lights Out el 11 de marzo de 2022. Sin embargo, la pelea fue cancelada.
Superlek enfrentó al ex-campeón de Shoot boxing y RISE Taiki Naito en el los cuartos de final del Grand Prix de Peso Mosca de Muay Thai de ONE en ONE 157 el 20 de mayo de 2022. Ganó la pelea por decisión unánime.
Superlek enfrentó a Walter Goncalves en las semifinales del Grand Prix de Peso Mosca de Muay Thai de ONE en ONE on Prime Video 1, el 27 de agosto de 2022. Ganó la pelea noqueando a Goncalves con un codazo en el primer asalto. Esta victoria lo hizo merecedor de su primer premio de Actuación de la Noche.
Superlek estaba programado para enfrentar a Panpayak Jitmuangnon por octava vez en la Final del Grand Prix de Muay Thai de Peso Mosca de ONE en ONE on Prime Video 3, el 21 de octubre de 2022. Sin embargo, Superlek sufrió una lesión durante el entranamiento y fue retirado del evento. El par ha sido reagendado para enfrentarse en ONE 164. Durante el pesaje, Superlek y Panpayak fallaron el test de hidratación y fueron obligados a tomar pesos pactados. Superlek pesó 135.25 libras, 0.25 libras por sobre el límite, Panpayak pesó 138 libras, 3 libras sobre el límite de peso mosca, ya que ninguno dio el peso mosca, la pelea continuó en un peso pactado en 138 libras sin el título del Grand Prix en juego. Superlek ganó la pelea por una muy cerrada decisión dividida.

#### Campeonato Mundial de Kickboxing de Peso Mosca de ONE
Superlek estaba programado para enfrentar a Ilias Ennahachi en una revancha por el Campeonato Mundial de Kickboxing de Peso Mosca de ONE en ONE Fight Night 6 el 13 de enero de 2023. Sin embargo, el 2 de enero de 2023 se reveló que Ennahachi dejó vacante su título por la incapacidad de dar el límite de peso mosca y mantenerse hidratado. Como resultado, Superlek enfrentó a Daniel Puertas por el título vacante. Superlek ganó la pelea y el título por decisión unánime.
Superlek estaba programado para hacer la primera defensa de su título contra el Campeón Mundial de Muay Thai de Peso Mosca de ONE Rodtang Jitmuangnon el 24 de marzo de 2023, en ONE Fight Night 8. Sin embargo, Rodtang se retiró de la pelea debido a una lesión y fue reemplazado por Danial Williams. Superlek ganó la pelea por KO en el tercer asalto. Esta victoria lo hizo merecedor de su segundo premio de Actuación de la Noche.
Superlek enfrentó al campeón de dos divisiones de WBC Muay Thai Nabil Anane en una pelea de muay thai el 23 de junio de 2023, en ONE Friday Fights 22. Ganó la pelea por KO en el primer asalto. Esta victoria lo hizo merecedor de su tercer premio de Actuación de la Noche.
Superlek enfrentó a Tagir Khalilov el 14 de julio de 2023, en ONE Fight Night 12. Ganó la pelea por TKO en el segundo asalto.

#### Superlek vs. Rodtang
Superlek está programado para enfrentar a Rodtang Jitmuangnon por el Campeonato Mundial de Muay Thai de Peso Mosca de ONE el 22 de septiembre de 2023, en ONE Friday Fights 34. Durante el pesaje, Superlek pesó 140 libras, 5 libras sobre el límite de peso mosca, por lo que la pelea continuó en un peso pactado a tres asaltos sin título en juego, con Superlek siendo multado con un porcentaje de su bolsa que fue hacía Rodtang. Superlek ganó la pelea por decisión unánime.

#### Superlek vs. Takeru
Superlek estaba programado para defender su Campeonato Mundial de Kickboxing de Peso Mosca de ONE contra Elias Mahmoudi el 13 de enero de 2024, en ONE Fight Night 18. Sin embargo, Mahmoudi se retiró de la pelea por una lesión de costilla. El 5 de enero de 2024, se anunció que Superlek defenderá su título contra el debutante Takeru Segawa, quien estaba originalmente planeado para enfrentar a Rodtang Jitmuangnon, el 28 de enero de 2024, en ONE 165. Superlek ganó la pelea por decisión unánime. Esta victoria lo hizo merecedor de su cuarto premio de Actuación de la Noche.
Superlek enfrentó a Kongthoranee Sor.Sommai el 28 de junio de 2024, en ONE Friday Fights 68. Ganó la pelea por decisión unánime.

#### Superlek vs. Haggerty 2
Superlek enfrentó a Jonathan Haggerty por el Campeonato Mundial de Muay Thai de Peso Gallo de ONE el 6 de septiembre de 2024, en ONE 168. Ganó la pelea por TKO en el primer asalto, coronándose como doble campeón. Esta victoria lo hizo merecedor de su quinto premio de Actuación de la Noche.

## Campeonatos y logros
- ONE Championship
  - Campeonato Mundial de Muay Thai de Peso Gallo de ONE (Una vez; actual)
  - Campeonato Mundial de Kickboxing de Peso Mosca de ONE (Una vez; actual)
    - Dos defensas titulares exitosas

  - Actuación de la Noche (Cinco veces) vs. Walter Goncalves, Danial Williams, Nabil Anane, Takeru Segawa y Jonathan Haggerty
- Petchyindee True4U
  - Campeón de 140 libras de True4U
- Muay Thai Nai Khanom Tom Association
  - Campeón de Nai Khanom Tom[42]
- WBC Muaythai
  - Campeón Mundial de Peso Súper Pluma de WBC Muay Thai[43]
- Professional Boxing Association of Thailand (PAT)
  - Campeón de Peso Pluma (126 libras) de Tailandia
  - Campeón de Peso Mosca (112 libras) de Tailandia
  - Campeón de Peso Mini Mosca (105 libras) de Tailandia
- Lumpinee Stadium
  - Campeón de Peso Gallo (118 libras) de Lumpinee Stadium[44]
  - Campeón de Peso Súper Mosca (115 libras) de Lumpinee Stadium[45] (Una defensa titular)
- Sports Authority of Thailand
  - Peleador de Muay Thai del Año 2012 según la Autoridad de Deportes de Tailandia

## Récord en Muay Thai y Kickboxing
| Récord en Muay Thai y Kickboxing                                   | Récord en Muay Thai y Kickboxing | Récord en Muay Thai y Kickboxing | Récord en Muay Thai y Kickboxing                                     | Récord en Muay Thai y Kickboxing | Récord en Muay Thai y Kickboxing | Récord en Muay Thai y Kickboxing | Récord en Muay Thai y Kickboxing |
| ------------------------------------------------------------------ | -------------------------------- | -------------------------------- | -------------------------------------------------------------------- | -------------------------------- | -------------------------------- | -------------------------------- | -------------------------------- |
| 139 Victorias, 29 Derrotas, 4 Empates                              |                                  |                                  |                                                                      |                                  |                                  |                                  |                                  |
| Fecha                                                              | Resultado                        | Oponente                         | Evento                                                               | Localización                     | Método                           | Ronda                            | Tiempo                           |
| 06-09-2024                                                         | Victoria                         | Jonathan Haggerty                | ONE 168                                                              | Denver, Colorado                 | KO (Codazo)                      | 1                                | 0:49                             |
| Ganó el Campeonato de Muay Thai de Peso Gallo de ONE.              |                                  |                                  |                                                                      |                                  |                                  |                                  |                                  |
| 28-06-2024                                                         | Victoria                         | Kongthoranee Sor.Sommai          | ONE Friday Fights 68                                                 | Bangkok, Tailandia               | Decisión (Unánime)               | 3                                | 3:00                             |
| 28-01-2024                                                         | Victoria                         | Takeru Segawa                    | ONE 165                                                              | Tokio, Japón                     | Decisión (Unánime)               | 5                                | 3:00                             |
| Defendió el Campeonato de Kickboxing de Peso Mosca de ONE.         |                                  |                                  |                                                                      |                                  |                                  |                                  |                                  |
| 22-09-2023                                                         | Victoria                         | Rodtang Jitmuangnon              | ONE Friday Fights 34                                                 | Bangkok, Tailandia               | Decisión (Unánime)               | 3                                | 3:00                             |
| Pelea no-titular. Superlek no dio el peso.                         |                                  |                                  |                                                                      |                                  |                                  |                                  |                                  |
| 14-07-2023                                                         | Victoria                         | Tagir Khalilov                   | ONE Fight Night 12                                                   | Bangkok, Tailandia               | TKO (Codazos y Golpes)           | 2                                | 1:42                             |
| 23-06-2023                                                         | Victoria                         | Nabil Anane                      | ONE Friday Fights 22, Lumpinee Stadium                               | Bangkok, Tailandia               | KO (Golpe al Cuerpo)             | 1                                | 2:03                             |
| 24-03-2023                                                         | Victoria                         | Danial Williams                  | ONE Fight Night 8                                                    | Kallang, Singapur                | KO (Golpes)                      | 3                                | 1:55                             |
| Defendió el Campeonato de Kickboxing de Peso Mosca de ONE.         |                                  |                                  |                                                                      |                                  |                                  |                                  |                                  |
| 13-01-2023                                                         | Victoria                         | Daniel Puertas                   | ONE Fight Night 6                                                    | Bangkok, Tailandia               | Decisión (Unánime)               | 5                                | 3:00                             |
| Ganó el Campeonato Vacante de Kickboxing de Peso Mosca de ONE.     |                                  |                                  |                                                                      |                                  |                                  |                                  |                                  |
| 03-12-2023                                                         | Victoria                         | Panpayak Jitmuangnon             | ONE 164                                                              | Manila, Filipinas                | Decisión (Dividida)              | 3                                | 3:00                             |
| 27-08-2022                                                         | Victoria                         | Walter Goncalves                 | ONE on Prime Video 1                                                 | Kallang, Singapur                | KO (Codazo)                      | 1                                | 1:35                             |
| Semi-Final del Grand Prix de Muay Thai de Peso Mosca de ONE.       |                                  |                                  |                                                                      |                                  |                                  |                                  |                                  |
| 20-05-2022                                                         | Victoria                         | Taiki Naito                      | ONE 157                                                              | Kallang, Singapur                | Decisión (Unánime)               | 3                                | 3:00                             |
| Cuartos de Final del Grand Prix de Muay Thai de Peso Mosca de ONE. |                                  |                                  |                                                                      |                                  |                                  |                                  |                                  |
| 07-04-2021                                                         | Victoria                         | Superball Tded99                 | ONE on TNT 1                                                         | Bangkok, Tailandia               | Decisión (Unánime)               | 5                                | 3:00                             |
| Ganó el título de 140 libras de True4U.                            |                                  |                                  |                                                                      |                                  |                                  |                                  |                                  |
| 08-04-2021                                                         | Victoria                         | Rungkit Wor.Sanprapai            | Mahakam MuayRuamPonKon Chana + Petchyindee                           | Songkhla, Tailandia              | Decisión                         | 5                                | 3:00                             |
| 26-02-2021                                                         | Derrota                          | Ilias Ennahachi                  | ONE Championship: Fists Of Fury                                      | Kallang, Singapur                | Decisión (Unánime)               | 5                                | 3:00                             |
| Por el Campeonato de Kickboxing de Peso Mosca de ONE.              |                                  |                                  |                                                                      |                                  |                                  |                                  |                                  |
| 11-09-2020                                                         | Victoria                         | Fahdi Khaled                     | ONE Championship: A New Breed 2                                      | Bangkok, Tailandia               | Decisión (Unánime)               | 3                                | 3:00                             |
| 31-07-2020                                                         | Victoria                         | Panpayak Jitmuangnon             | ONE Championship: No Surrender                                       | Bangkok, Tailandia               | Decisión (Unánime)               | 5                                | 3:00                             |
| 23-12-2019                                                         | Victoria                         | Superball Tded99                 | Rajadamnern Stadium 74th Anniversary                                 | Bangkok, Tailandia               | Decisión (Unánime)               | 5                                | 3:00                             |
| 07-11-2019                                                         | Victoria                         | Suakim P.K. SaenchaiMuayThaiGym  | Ruamponkon Prachin                                                   | Prachinburi, Tailandia           | Decisión                         | 5                                | 3:00                             |
| 05-10-2019                                                         | Empate                           | Kaonar P.K. SaenchaiMuayThaiGym  | Yod Muay Thai Maikhanomton                                           | Buriram, Tailandia               | Decisión                         | 5                                | 3:00                             |
| 05-09-2019                                                         | Victoria                         | Rungkit Wor.Sanprapai            | Rajadamnern Stadium                                                  | Bangkok, Tailandia               | Decisión                         | 5                                | 3:00                             |
| 08-08-2019                                                         | Victoria                         | Rungkao Wor.Sanprapai            | Rajadamnern Stadium                                                  | Bangkok, Tailandia               | Decisión                         | 5                                | 3:00                             |
| 11-07-2019                                                         | Derrota                          | Rungkao Wor.Sanprapai            | Rajadamnern Stadium                                                  | Bangkok, Tailandia               | Decisión                         | 5                                | 3:00                             |
| Por el título de 130 libras de Rajadamnern Stadium.                |                                  |                                  |                                                                      |                                  |                                  |                                  |                                  |
| 10-05-2019                                                         | Victoria                         | Rui Botelho                      | ONE Championship: Warriors Of Light                                  | Bangkok, Tailandia               | Decisión (Unánime)               | 3                                | 3:00                             |
| 04-04-2019                                                         | Victoria                         | Rungkit Morbeskamala             | Rajadamnern Stadium                                                  | Bangkok, Tailandia               | Decisión                         | 5                                | 3:00                             |
| 16-02-2019                                                         | Victoria                         | Lao Chetra                       | ONE Championship: Clash of Legends                                   | Bangkok, Tailandia               | Decisión (Unánime)               | 3                                | 3:00                             |
| 2019-02-16                                                         | Victoria                         | Lao Chetra                       | ONE Championship: Clash of Legends                                   | Tailandia                        | Decisión (Unánime)               | 3                                | 3:00                             |
| 2018-12-26                                                         | Derrota                          | Kaonar P.K.SaenchaiMuaythaiGym   | Rajadamnern Stadium                                                  | Bangkok, Tailandia               | Decisión                         | 5                                | 3:00                             |
| 2018-10-29                                                         | Victoria                         | Cristian Opazos                  | Yokkao 33 & 34                                                       | Hong Kong                        | KO (Codazo Derecho)              | 1                                | 1:42                             |
| 2018-10-05                                                         | Victoria                         | Muangthai PKSaenchaimuaythaigym  | Muaythai Expo                                                        | Buriram, Tailandia               | Decisión                         | 5                                | 3:00                             |
| 2018-10-13                                                         | Victoria                         | Jonathan Haggerty                | Yokkao 31 & 32                                                       | Reino Unido                      | TKO (Paro Médico/Codazo)         | 2                                | 3:00                             |
| 2018-08-17                                                         | Derrota                          | Panpayak Jitmuangnon             | Rajadamnern Stadium                                                  | Bangkok, Tailandia               | Decisión                         | 5                                | 3:00                             |
| 2018-06-14                                                         | Empate                           | Phet Utong Or. Kwanmuang         | Rajadamnern Stadium                                                  | Bangkok, Tailandia               | Decisión                         | 5                                | 3:00                             |
| 2018-01-25                                                         | Victoria                         | Phet Utong Or. Kwanmuang         | Rajadamnern Stadium                                                  | Bangkok, Tailandia               | Decisión                         | 5                                | 3:00                             |
| 2017-12-30                                                         | Derrota                          | Panpayak Jitmuangnon             | Phetchbuncha Stadium                                                 | Ko Samui, Tailandia              | Decisión                         | 5                                | 3:00                             |
| 2017-12-08                                                         | Empate                           | Muangthai PKSaenchaimuaythaigym  | Lumpinee Stadium                                                     | Bangkok, Tailandia               | Decisión                         | 5                                | 3:00                             |
| 2017-10-15                                                         | Victoria                         | Christopher Shaw                 | Yokkao 27                                                            | Inglaterra                       | Decisión (Unánime)               | 5                                | 3:00                             |
| 2017-09-08                                                         | Victoria                         | Muangthai PKSaenchaimuaythaigym  | Lumpinee Stadium                                                     | Bangkok, Tailandia               | Decisión                         | 5                                | 3:00                             |
| 2017-08-06                                                         | Victoria                         | Sho Ogawa                        | Suk Wanchai MuayThai Super Fight                                     | Nagoya, Japón                    | TKO (Paro Médico/Codazo)         | 3                                | 2:05                             |
| 2017-06-05                                                         | Victoria                         | Kaimukkao Por.Thairongruangkamai | Rajadamnern Stadium                                                  | Bangkok, Tailandia               | KO (Codazo Derecho)              | 2                                |                                  |
| 2017-05-04                                                         | Derrota                          | Panpayak Jitmuangnon             | Rajadamnern Stadium                                                  | Bangkok, Tailandia               | Decisión                         | 5                                | 3:00                             |
| 2017-04-06                                                         | Victoria                         | Sangmanee Sor Tienpo             | Rajadamnern Stadium                                                  | Bangkok, Tailandia               | Decisión                         | 5                                | 3:00                             |
| 2017-02-02                                                         | Victoria                         | Panpayak Jitmuangnon             | Rajadamnern Stadium                                                  | Bangkok, Tailandia               | Decisión                         | 5                                | 3:00                             |
| 2016-12-22                                                         | Derrota                          | Phet Utong Or. Kwanmuang         | Rajadamnern Stadium                                                  | Bangkok, Tailandia               | Decisión                         | 5                                | 3:00                             |
| 2016-11-14                                                         | Victoria                         | Saeksan Or. Kwanmuang            | Rajadamnern Stadium                                                  | Bangkok, Tailandia               | Decisión                         | 5                                | 3:00                             |
| 2016-10-09                                                         | Victoria                         | Yasuyuki                         | Suk Wanchai                                                          | Japón                            | KO (Pata a la Cabeza)            | 2                                | 2:15                             |
| 2016-09-23                                                         | Victoria                         | Saeksan Or. Kwanmuang            | Lumpinee Stadium                                                     | Bangkok, Tailandia               | Decisión                         | 5                                | 3:00                             |
| Ganó el título de 130 libras de WBC Muay Thai.                     |                                  |                                  |                                                                      |                                  |                                  |                                  |                                  |
| 2016-07-27                                                         | Victoria                         | Petngam Kiatkamphon              | Rajadamnern Stadium                                                  | Bangkok, Tailandia               | Decisión                         | 5                                | 3:00                             |
| 2016-06-20                                                         | Victoria                         | Kaewkangwan Priewwayo            | Rajadamnern Stadium                                                  | Bangkok, Tailandia               | Decisión                         | 5                                | 3:00                             |
| 2016-05-09                                                         | Victoria                         | Bangpleenoi 96Penang             | Rajadamnern Stadium                                                  | Bangkok, Tailandia               | KO (Codazo Derecho)              | 2                                | 1:15                             |
| 2016-04-07                                                         | Victoria                         | Superball Tded99                 | Rajadamnern Stadium                                                  | Bangkok, Tailandia               | TKO (Patadas Bajas)              | 3                                | 1:40                             |
| 2016-03-07                                                         | Derrota                          | Kaewkangwan Priewwayo            | Rajadamnern Stadium                                                  | Bangkok, Tailandia               | Decisión                         | 5                                | 3:00                             |
| 2015-11-09                                                         | Victoria                         | Bangpleenoi 96Penang             | Rajadamnern Stadium                                                  | Bangkok, Tailandia               | Decisión                         | 5                                | 3:00                             |
| 2015-10-07                                                         | Derrota                          | Panpayak Jitmuangnon             | Rajadamnern Stadium                                                  | Bangkok, Tailandia               | Decisión                         | 5                                | 3:00                             |
| 2015-09-09                                                         | Empate                           | Panpayak Jitmuangnon             | Rajadamnern Stadium                                                  | Bangkok, Tailandia               | Decisión                         | 5                                | 3:00                             |
| 2015-08-11                                                         | Derrota                          | Kaonar P.K.SaenchaiMuaythaiGym   | Lumpinee Stadium                                                     | Bangkok, Tailandia               | Decisión                         | 5                                | 3:00                             |
| 2015-07-15                                                         | Derrota                          | Phet Utong Or. Kwanmuang         | Rajadamnern Stadium                                                  | Bangkok, Tailandia               | Decisión                         | 5                                | 3:00                             |
| 2015-05-08                                                         | Derrota                          | Saen Parunchai                   | Lumpinee Stadium                                                     | Bangkok, Tailandia               | Decisión                         | 5                                | 3:00                             |
| 2015-04-08                                                         | Victoria                         | Bangpleenoi 96Penang             | Rajadamnern Stadium                                                  | Bangkok, Tailandia               | Decisión                         | 5                                | 3:00                             |
| 2015-01-26                                                         | Victoria                         | Sangthongnoi Tanasuranakhon      | Rajadamnern Stadium                                                  | Bangkok, Tailandia               | Decisión                         | 5                                | 3:00                             |
| 2014-12-24                                                         | Victoria                         | Jompichit Sitchefboontam         | Rajadamnern Stadium                                                  | Bangkok, Tailandia               | Decisión                         | 5                                | 3:00                             |
| 2014-10-28                                                         | Derrota                          | Phet Utong Or. Kwanmuang         | Lumpinee Stadium                                                     | Bangkok, Tailandia               | TKO (Paro Médico/Corte)          | 4                                | 1:49                             |
| 2014-10-09                                                         | Victoria                         | Kaimukkao Por.Thairongruangkamai | Rajadamnern Stadium                                                  | Bangkok, Tailandia               | KO (Pata a la Cabeza)            | 3                                | 2:49                             |
| 2014-09-10                                                         | Victoria                         | Pornsanae Sitmonchai             | Rajadamnern Stadium                                                  | Bangkok, Tailandia               | KO (Pata a la Cabeza)            | 1                                | 2:38                             |
| 2014-08-14                                                         | Victoria                         | Thanonchai Thanakorngym          | Rajadamnern Stadium                                                  | Bangkok, Tailandia               | Decisión                         | 5                                | 3:00                             |
| 2014-07-15                                                         | Derrota                          | Thaksinlek Kiatniwat             | Lumpinee Stadium                                                     | Bangkok, Tailandia               | Decisión                         | 5                                | 3:00                             |
| 2014-06-11                                                         | Victoria                         | Palangtip Nor Sripueng           | Rajadamnern Stadium                                                  | Bangkok, Tailandia               | TKO (Paro Médico/Mandíbula Rota) | 3                                | 3:00                             |
| 2014-05-06                                                         | Derrota                          | Superbank Sakchaichode           | Lumpinee Stadium                                                     | Bangkok, Tailandia               | Decisión                         | 5                                | 3:00                             |
| Ganó el título de 125 libras del Lumpinee Stadium.                 |                                  |                                  |                                                                      |                                  |                                  |                                  |                                  |
| 2014-03-30                                                         | Victoria                         | Superbank Sakchaichode           | Songkla                                                              | Tailandia del Sur                | Decisión                         | 5                                | 3:00                             |
| 2014-02-28                                                         | Derrota                          | Sangmanee Sor Tienpo             | Lumpinee King Fighter 4 Man Tournament Semi Finals, Lumpinee Stadium | Bangkok, Tailandia               | Decisión                         | 3                                | 3:00                             |
| 2014-01-14                                                         | Victoria                         | Rungpet Gaiyanghadao             | Omnoi Stadium                                                        | Bangkok, Tailandia               | Decisión                         | 5                                | 3:00                             |
| 2013-12-03                                                         | Victoria                         | Thanonchai Thanakorngym          | Lumpinee Stadium                                                     | Bangkok, Tailandia               | Decisión                         | 5                                | 3:00                             |
| Ganó el título de 126 libras de Tailandia.                         |                                  |                                  |                                                                      |                                  |                                  |                                  |                                  |
| 2013-11-04                                                         | Victoria                         | Tong Puideenaidee                | Rajadamnern Stadium                                                  | Bangkok, Tailandia               | Decisión                         | 5                                | 3:00                             |
| 2013-10-11                                                         | Derrota                          | Rungpet Gaiyanghadao             | Lumpinee Stadium                                                     | Bangkok, Tailandia               | Decisión                         | 5                                | 3:00                             |
| 2013-09-04                                                         | Derrota                          | Sam-A Gaiyanghadao               | Rajadamnern Stadium                                                  | Bangkok, Tailandia               | Decisión                         | 5                                | 3:00                             |
| 2013-07-12                                                         | Derrota                          | Sam-A Gaiyanghadao               | Lumpinee Stadium                                                     | Bangkok, Tailandia               | Decisión                         | 5                                | 3:00                             |
| Por el título de Peso Súper Gallo de Tailandia.                    |                                  |                                  |                                                                      |                                  |                                  |                                  |                                  |
| 2013-06-07                                                         | Victoria                         | Mondam Sor Werapon               | Lumpinee Stadium                                                     | Bangkok, Tailandia               | KO (Codazo Derecho)              | 3                                | 1:22                             |
| Ganó el título de 118 libras del Lumpinee Stadium.                 |                                  |                                  |                                                                      |                                  |                                  |                                  |                                  |
| 2013-05-17                                                         | Victoria                         | Fonluang Sitboonmee              | Lumpinee Stadium                                                     | Bangkok, Tailandia               | Decisión                         | 5                                | 3:00                             |
| 2013-04-16                                                         | Victoria                         | Rungpet Gaiyanghadao             | Lumpinee Stadium                                                     | Bangkok, Tailandia               | KO (Codazo Derecho)              | 3                                | 1:37                             |
| 2013-03-08                                                         | Derrota                          | Mondam Sor Werapon               | Lumpinee Stadium                                                     | Bangkok, Tailandia               | Decisión                         | 5                                | 3:00                             |
| Por el título de 118 libra de Tailandia.                           |                                  |                                  |                                                                      |                                  |                                  |                                  |                                  |
| 2013-02-15                                                         | Derrota                          | Mondam Sor Werapon               | Lumpinee Stadium                                                     | Bangkok, Tailandia               | Decisión                         | 5                                | 3:00                             |
| 2013-01-04                                                         | Derrota                          | Wanchalong Sitsornong            | Lumpinee Stadium                                                     | Bangkok, Tailandia               | Decisión                         | 5                                | 3:00                             |
| 2012-12-07                                                         | Victoria                         | Sangmanee Sor Tienpo             | Lumpinee Stadium                                                     | Bangkok, Tailandia               | Decisión                         | 5                                | 3:00                             |
| Defendió el título de 115 libras del Lumpinee Stadium.             |                                  |                                  |                                                                      |                                  |                                  |                                  |                                  |
| 2012-11-02                                                         | Victoria                         | Mondam Sor Werapon               | Lumpinee Stadium                                                     | Bangkok, Tailandia               | Decisión                         | 5                                | 3:00                             |
| 2012-10-09                                                         | Victoria                         | Muangthai PKSaenchaimuaythaigym  | Lumpinee Stadium                                                     | Bangkok, Tailandia               | Decisión                         | 5                                | 3:00                             |
| 2012-09-07                                                         | Victoria                         | Muangthai PKSaenchaimuaythaigym  | Lumpinee Stadium                                                     | Bangkok, Tailandia               | Decisión                         | 5                                | 3:00                             |
| Won Lumpinee Stadium 115lbs title.                                 |                                  |                                  |                                                                      |                                  |                                  |                                  |                                  |
| 2012-08-17                                                         | Victoria                         | Hongtonglek Chorfahpiansi        | Lumpinee Stadium                                                     | Bangkok, Tailandia               | Decisión                         | 5                                | 3:00                             |
| 2012-06-08                                                         | Victoria                         | Palangpon WatcharachaiGym        | Lumpinee Stadium                                                     | Bangkok, Tailandia               | Decisión                         | 5                                | 3:00                             |
| 2012-05-04                                                         | Derrota                          | Choknumchai Sitjakong            | Lumpinee Stadium                                                     | Bangkok, Tailandia               | Decisión                         | 5                                | 3:00                             |
| 2012-03-27                                                         | Victoria                         | Palangpon WatcharachaiGym        | Lumpinee Stadium                                                     | Bangkok, Tailandia               | Decisión                         | 5                                | 3:00                             |
| 2012-03-02                                                         | Victoria                         | Wanchai Rambo-Esarn              | Lumpinee Stadium                                                     | Bangkok, Tailandia               | Decisión                         | 5                                | 3:00                             |
| 2012-02-03                                                         | Derrota                          | Wanchai Rambo-Esarn              | Lumpinee Stadium                                                     | Bangkok, Tailandia               | Decisión                         | 5                                | 3:00                             |
| 2012-01-03                                                         | Victoria                         | Sarawuth Pithakpabhadiang        | Lumpinee Stadium                                                     | Bangkok, Tailandia               | Decisión                         | 5                                | 3:00                             |
| 2011-11-25                                                         | Victoria                         | Petsakon F.A.Group               | Lumpinee Stadium                                                     | Bangkok, Tailandia               | Decisión                         | 5                                | 3:00                             |
| 2011-10-18                                                         | Victoria                         | Design Rajanont                  | Lumpinee Stadium                                                     | Bangkok, Tailandia               | Decisión                         | 5                                | 3:00                             |
| 2011-04-26                                                         | Derrota                          | ET Phetsomnuak                   | Lumpinee Stadium                                                     | Bangkok, Tailandia               | Decisión                         | 5                                | 3:00                             |
| 29-12-2010                                                         | Derrota                          | Littewada Sitthikul              | Lumpinee Stadium                                                     | Bangkok, Tailandia               | Decisión                         | 5                                | 3:00                             |